# فؤاد صاليحوفيتش
فؤاد صاليحوفيتش (بالصربية: Фуад Салиховић)‏ هو لاعب كرة قدم صربي في مركز الوسط، ولد في 2 نوفمبر 1985 في نوفي بازار في صربيا. لعب مع بي أيه إس كيه بيوغراد ورادنيتشكي نيش ونادي أبو مسلم خراسان ونادي ساراييفو.

## وصلات خارجية
- فؤاد صاليحوفيتش على موقع قاعدة بيانات كرة القدم.إي يو (الإنجليزية)
- فؤاد صاليحوفيتش على موقع Soccerway.com (الإنجليزية)
- فؤاد صاليحوفيتش على موقع عالم كرة القدم.نت (الإنجليزية)